# Liste des œuvres de Jan Dismas Zelenka
Cette liste des compositions de Jan Dismas Zelenka est établie d'après le catalogue thématique de Wolfgang Reich Jan Dismas Zelenka: Thematisch-systematisches Verzeichnis der musikalischen Werke (ZWV), Dresde, 1985. Elle comprend des messes, des requiems, des oratorios, des psaumes, des hymnes, des litanies, des œuvres d’opéra, des mélodrames, chants processionnels (en) sous forme vocale ou instrumentale ainsi que des antiennes, des arias, des motets, de brèves compositions liturgiques et spirituelles) et des œuvres instrumentales et orchestrales (sonates, sinfonias, concerto, etc.).

## Compositions confirmées
| ZWV | Titre                                             | Tonalité                                   | Année                      | Notes                                                  |
| --- | ------------------------------------------------- | ------------------------------------------ | -------------------------- | ------------------------------------------------------ |
| 1   | Missa Sanctae Caeciliae                           | sol                                        | c. 1711                    |                                                        |
| 2   | Missa Judica me                                   | fa                                         | 1714                       |                                                        |
| 3   | Missa Corporis Domini                             | do                                         | c. 1719                    |                                                        |
| 4   | Missa Sancti Spiritus                             | ré                                         | 1723                       |                                                        |
| 5   | Missa Spei                                        | do                                         | 1724                       | disparue                                               |
| 6   | Missa Fidei                                       | do                                         | 1725                       |                                                        |
| 7   | Missa Paschalis                                   | ré                                         | 1726                       |                                                        |
| 8   | Missa Nativitatis Domini                          | ré                                         | 1726                       |                                                        |
| 9   | Missa Corporis Domini                             | ré                                         | c. 1727                    |                                                        |
| 10  | Missa Charitatis                                  | ré                                         | 1727                       |                                                        |
| 11  | Missa Circumcisionis Dei Nostri Jesu Christi      | ré                                         | 1728                       |                                                        |
| 12  | Missa Divi Xaverii                                | ré                                         | 1729                       |                                                        |
| 13  | Missa Gratias agimus tibi                         | ré                                         | 1730                       |                                                        |
| 14  | Missa Sancti Josephi                              | ré                                         | c. 1731                    |                                                        |
| 15  | Missa Eucharistica                                | ré                                         | 1733                       |                                                        |
| 16  | Missa Purificationis Beatae Virginis Mariae       | ré                                         | 1733                       |                                                        |
| 17  | Missa Sanctissimae Trinitatis (en)                | la                                         | 1736                       |                                                        |
| 18  | Missa Votiva                                      | mi                                         | 1739                       |                                                        |
| 19  | Missa Dei Patris                                  | do                                         | 1740                       |                                                        |
| 20  | Missa Dei Filii                                   | do                                         | c. 1740                    |                                                        |
| 21  | Missa Omnium Sanctorum                            | la                                         | 1741                       |                                                        |
| 22  | Missa Sancti Blasii                               | do                                         | attribution, date inconnue |                                                        |
| 23  | Missa                                             | ré                                         | attribution, date inconnue |                                                        |
| 26  | Kyrie, Sanctus, Agnus Dei                         | ré                                         | c. 1723                    |                                                        |
| 27  | Kyrie                                             | la                                         | 1725                       |                                                        |
| 28  | Kyrie                                             | dd                                         | date inconnue              |                                                        |
| 29  | Christe eleison                                   | mi                                         | c. 1740                    |                                                        |
| 30  | Gloria                                            | fa                                         | 1724                       |                                                        |
| 31  | Credo                                             | ré                                         | c. 1728                    |                                                        |
| 32  | Credo a due chori                                 | fa                                         | c. 1724                    |                                                        |
| 33  | Credo                                             | sol                                        | c. 1725                    |                                                        |
| 34  | Sanctus, Agnus                                    | sol                                        | c. 1728                    |                                                        |
| 35  | Sanctus                                           | la                                         | 1725                       |                                                        |
| 36  | Sanctus                                           | ré                                         | c. 1728                    |                                                        |
| 37  | Agnus Dei                                         | do                                         | c. 1723                    |                                                        |
| 38  | Agnus Dei                                         | sol                                        | 1725                       |                                                        |
| 39  | Agnus Dei                                         | sol                                        |                            |                                                        |
| 45  | Requiem                                           | do                                         | date inconnue              |                                                        |
| 46  | Requiem                                           | ré                                         | 1733                       |                                                        |
| 47  | Invitatorium, Lectiones et Responsoria            |                                            | 1733                       |                                                        |
| 48  | Requiem                                           | ré                                         | c. 1731                    |                                                        |
| 49  | Requiem                                           | fa                                         | pre-1730                   |                                                        |
| 50  | De Profundis                                      | ré                                         | 1724                       |                                                        |
| 53  | Lamentationes pro hebdomada (6 pièces)            | do, fa, si, sol, la, fa                    | 1722                       |                                                        |
| 54  | Lamentationes pro hebdomada (3 pièces)            | si, fa, fa                                 | 1723                       |                                                        |
| 55  | Responsoria pro hebdomada sancta (27 pièces)      |                                            | c. 1723                    |                                                        |
| 56  | Miserere                                          | ré                                         | 1722                       |                                                        |
| 57  | Miserere                                          | do                                         | 1738                       |                                                        |
| 58  | Immisit Dominus pestilentiam                      |                                            | 1709                       |                                                        |
| 59  | Attendite et videte                               |                                            | 1712                       |                                                        |
| 60  | Deus Dux fortissime                               |                                            | 1716                       |                                                        |
| 61  | Il Serpente di Bronzo (en) (oratorio)             |                                            | 1730                       |                                                        |
| 62  | Gesù al Calvario (oratorio)                       |                                            | 1735                       |                                                        |
| 63  | I penitenti al Sepolchro del Redentore (oratorio) |                                            | 1736                       |                                                        |
| 66  | Dixit Dominus                                     | la                                         | c. 1725                    | SATB, soli & chœur; 2 hautbois; 2 violons; 2Va.; B.c.  |
| 67  | Dixit Dominus                                     | do                                         | c. 1728                    | SATB, soli & ch.; 2Ob.; 2Vn.; Va.; B.c.                |
| 68  | Dixit Dominus                                     | ré                                         | 1726                       | SATB, soli & ch.; 2Tpt.; Timp.; 2Ob.; 2Vn.; 2Va.; B.c. |
| 69  | Dixit Dominus                                     | fa                                         | c. 1728                    | disparue                                               |
| 70  | Confitebor tibi Domine                            | la                                         | c. 1728                    | SATB, soli & ch.; 2Ob.; 2Vn.; Va.; B.c.                |
| 71  | Confitebor tibi Domine                            | do                                         | 1729                       | si, solo; 2Ob.; 2Vn.; Va.; Org.                        |
| 72  | Confitebor tibi Domine                            | mi                                         | 1725                       | SATB, soli & ch.; 2Ob.; 2Vn.; 2Va.; B.c.               |
| 73  | Confitebor tibi Domine                            | mi                                         | c. 1728                    | SATB, soli & ch.; 2Ob.; 2Vn.; Va.; B.c.                |
| 74  | Confitebor tibi Domine                            | sol                                        | c. 1726                    | disparue                                               |
| 75  | Beatus vir                                        | la                                         | 1725                       | A, solo; SATB, ch.; 2Ob.; 2Vn.; 2Va.; B.c.             |
| 76  | Beatus vir                                        | do                                         | 1726                       | SATB, soli & ch.; 2Ob.; 2Vn.; 2Va.; B.c.               |
| 77  | Beatus vir                                        | ré                                         |                            | disparue                                               |
| 78  | Laudate pueri                                     | la                                         | c. 1726                    | disparue                                               |
| 79  | Laudate pueri                                     | la                                         | c. 1728                    | disparue                                               |
| 80  | Laudate pueri                                     | la                                         |                            | disparue                                               |
| 81  | Laudate pueri                                     | ré                                         | c. 1729                    |                                                        |
| 82  | Laudate pueri                                     | fa                                         | c. 1725                    |                                                        |
| 83  | In exitu Israel                                   | ré                                         | c. 1725                    |                                                        |
| 84  | In exitu Israel                                   | sol                                        | c. 1728                    |                                                        |
| 85  | Credidi                                           | la                                         | c. 1728                    |                                                        |
| 86  | Laudate Dominum                                   | fa                                         |                            | disparue                                               |
| 87  | Laudate Dominum                                   | fa                                         | c. 1728                    |                                                        |
| 88  | Laetatus sum                                      | ré                                         | c. 1726                    |                                                        |
| 89  | Laetatus sum                                      | ré                                         |                            | disparue                                               |
| 90  | Laetatus sum                                      | la                                         | c. 1730                    | disparue                                               |
| 91  | In convertendo                                    | sol                                        | c. 1728                    |                                                        |
| 92  | Nisi Dominus                                      | la                                         | c. 1726                    |                                                        |
| 93  | Nisi Dominus                                      | la                                         |                            | disparue                                               |
| 94  | Beati omnes                                       | sol                                        | c. 1728                    |                                                        |
| 95  | De profundis                                      | la                                         | 1728                       |                                                        |
| 96  | De profundis                                      | do                                         | c. 1727                    |                                                        |
| 97  | De profundis                                      | ré                                         | c. 1724                    |                                                        |
| 98  | Memento Domine David                              | mi                                         | c. 1728                    |                                                        |
| 99  | Ecce nunc benedicite                              | la                                         | c. 1739                    |                                                        |
| 100 | Confitibor tibi Domine                            | si                                         | c. 1728                    |                                                        |
| 101 | Domine probasti me                                | fa                                         | c. 1728                    |                                                        |
| 102 | Lauda Jerusalem                                   | la                                         | c. 1728                    |                                                        |
| 103 | Lauda Jerusalem                                   | ré                                         | c. 1728                    | disparue                                               |
| 104 | Lauda Jerusalem                                   | fa                                         | c. 1727                    |                                                        |
| 106 | Magnificat                                        | la                                         |                            | disparue                                               |
| 107 | Magnificat                                        | do                                         | c. 1727                    |                                                        |
| 108 | Magnificat                                        | ré                                         | 1725                       |                                                        |
| 110 | Ave maris stella                                  | ré                                         | c. 1726                    |                                                        |
| 111 | Creator alme siderum                              | ré                                         | 1725                       |                                                        |
| 112 | Crudelis Herodes                                  | sol                                        | 1732                       |                                                        |
| 113 | Deus tuorum militum                               | do                                         | c. 1729                    |                                                        |
| 114 | Exesultet orbis gaudiis                           | ré                                         | c. 1730                    |                                                        |
| 115 | Jam sol recessit                                  | ré                                         | c. 1726                    |                                                        |
| 116 | Jesu corona virginum                              | ré                                         | c. 1729                    |                                                        |
| 117 | Iste confessor                                    | la                                         | c. 1729                    |                                                        |
| 118 | Ut queant laxis                                   | la                                         | c. 1726                    |                                                        |
| 119 | Veni Creator Spritus                              | la                                         | c. 1726                    |                                                        |
| 120 | Veni Creator Spritus                              | ré                                         | c. 1729                    |                                                        |
| 123 | Alma Redemptoris Mater                            | la                                         | c. 1727                    |                                                        |
| 124 | Alma Redemptoris Mater                            | la                                         | c. 1725                    |                                                        |
| 125 | Alma Redemptoris Mater                            | la                                         | c. 1729                    |                                                        |
| 126 | Alma Redemptoris Mater                            | ré                                         | c. 1730                    |                                                        |
| 127 | Alma Redemptoris Mater                            | ré                                         | c. 1728                    |                                                        |
| 128 | Ave Regina coelorum (6 pièces)                    | la, ré, do, sol, sol, la                   | 1737                       |                                                        |
| 129 | Regina coeli (3 pièces)                           | do, la, do                                 | post-1728                  |                                                        |
| 130 | Regina coeli                                      | la                                         | 1729                       |                                                        |
| 131 | Regina coeli                                      | la                                         |                            | disparue                                               |
| 132 | Regina coeli                                      | do                                         |                            | disparue                                               |
| 133 | Regina coeli                                      | ré                                         | c. 1731                    | esquisse incomplète                                    |
| 134 | Regina coeli                                      | fa                                         | c. 1726                    |                                                        |
| 135 | Salve Regina                                      | la                                         | 1730                       |                                                        |
| 136 | Salve Regina                                      | la                                         | c. 1727                    |                                                        |
| 137 | Salve Regina                                      | la                                         |                            |                                                        |
| 138 | Salve Regina (2 pièces)                           | do, ré                                     |                            | disparue                                               |
| 139 | Salve Regina                                      | ré                                         | 1724                       |                                                        |
| 140 | Salve Regina                                      | sol                                        | c. 1725                    |                                                        |
| 141 | Salve Regina                                      | sol                                        |                            |                                                        |
| 145 | Te Deum                                           | ré                                         | c. 1724                    |                                                        |
| 146 | Te Deum                                           | ré                                         | 1731                       |                                                        |
| 147 | Litaniae de Venerabili Sacramento                 | do                                         | 1727                       |                                                        |
| 148 | Litaniae de Venerabili Sacramento                 | ré                                         | 1729                       |                                                        |
| 149 | Litaniae Lauretanae                               | do                                         | 1718                       |                                                        |
| 150 | Litaniae Lauretanae                               | sol                                        | 1725                       |                                                        |
| 151 | Litaniae Lauretanae 'Consolatrix afflictorum'     | sol                                        | 1744                       |                                                        |
| 152 | Litaniae Lauretanae 'Salus infirmorum'            | fa                                         | 1744                       |                                                        |
| 153 | Litaniae Omnium Sanctorum                         | la                                         | c. 1735                    |                                                        |
| 154 | Litaniae Xaverianae                               | ré                                         | 1723                       |                                                        |
| 155 | Litaniae Xaverianae                               | do                                         | 1727                       |                                                        |
| 156 | Litaniae de Sancto Xaverio                        | fa                                         | 1729                       |                                                        |
| 157 | Sub tuum praesidium (10 pièces)                   | sol, do, ré, ré, mi, fa, sol, sol, ré, sol | 1734                       |                                                        |
| 158 | Statio quadruplex pro Processione Theophorica     | si                                         | pre-1710                   |                                                        |
| 159 | Pange lingua 'pro stationibus Theophoriae'        | do                                         |                            | des parties manquent                                   |
| 161 | Angelus Domini descendit (Offertorium)            | la                                         | 1723                       |                                                        |
| 162 | O sponsa amata; Sion salvatorum (2 arias)         | ré, sol                                    | attribution                |                                                        |
| 163 | Asperges me (4 pièces)                            | fa, fa, sol, sol                           | c. 1724                    |                                                        |
| 164 | Barbara dira effera (motet)                       | fa                                         | c. 1733                    |                                                        |
| 165 | Chvalte Boha silného (motet)                      | sol                                        |                            |                                                        |
| 166 | Currite ad aras (Offertorium)                     | do                                         | 1716                       |                                                        |
| 167 | Da pacem Domine                                   | si                                         | c. 1740                    |                                                        |
| 168 | Gaude laetare (Motet)                             | la                                         | 1731                       |                                                        |
| 169 | Haec dies (Hymne)                                 | do                                         | 1730                       |                                                        |
| 170 | Haec dies (Hymne)                                 | fa                                         | c. 1726                    |                                                        |
| 171 | O magnum mysterium (motet)                        | mi                                         | 1723                       |                                                        |
| 172 | Pro, quos criminis (Hymne)                        | fa                                         | 1723                       |                                                        |
| 175 | Sub olea pacis et palma virtutis (en)             |                                            | 1723                       |                                                        |
| 176 | Arias italiennes                                  |                                            |                            |                                                        |
| 177 | Il Diamante (Sérénade)                            |                                            | 1737                       |                                                        |
| 178 | Crab canons 'Emit amor' (2 pièces)                | do                                         | c. 1723                    |                                                        |
| 179 | Cantilena circularis 'Vide Domine'                | do                                         | 1722                       |                                                        |
| 181 | Trio ou Quatuor de sonates (6 pièces)             | fa, sol, si, sol, fa, do                   | c. 1721                    |                                                        |
| 182 | Capriccio                                         | ré                                         | c. 1717                    |                                                        |
| 183 | Capriccio                                         | sol                                        | 1718                       |                                                        |
| 184 | Capriccio                                         | fa                                         | c. 1718                    |                                                        |
| 185 | Capriccio                                         | la                                         | 1718                       |                                                        |
| 186 | Concerto à 8 Concertanti                          | sol                                        | 1723                       |                                                        |
| 187 | Hypocondrie à 7 Concertanti                       | la                                         | 1723                       |                                                        |
| 188 | Ouverture à 7 Concertanti                         | fa                                         | 1723                       |                                                        |
| 189 | Simphonie à 8 Concertanti                         | la mineur                                  | 1723                       |                                                        |
| 190 | Capriccio                                         | sol                                        | 1729                       |                                                        |
| 191 | Canons sur l’hexacorde (9 pièces)                 |                                            | c. 1721                    |                                                        |
| 203 | Lamentationes Ieremiae Prophetae                  |                                            |                            |                                                        |

## Sélection  d’œuvres disparues ou d'attribution douteuse
- ZWV 200 : Missa, (do),
- ZWV 201 : Credo, (ré),
- ZWV 202 : Sanctus, Agnus, (sol), c. 1725,
- ZWV 204 : Salve Regina, (la), c. 1719,
- ZWV 205 : Salve Regina, (fa),
- ZWV 206 : Benedictus Dominus, (sol), c. 1723,
- ZWV 207 : Bendedictus sit Deus Pater, (ré), c. 1729,
- ZWV 208 : Graduale Propter veritatem, (fa),
- ZWV 209 : Sollicitus fossor, (motet; ré), c. 1730,
- ZWV 210 : Veni Sancte Spiritus, (ré), c. 1739,
- ZWV 211 : Qui nihil sortis felicitis, (motet; si), 1730,
- ZWV 212 : Fanfares pour trompettes, (6 pièces), c. 1722,
- ZWV 213 : Messe, (ré),
- ZWV 214 : Messe, (ré),
- ZWV 215 : Messe, (g),
- ZWV 216 : Credo, (D),
- ZWV 217 : Salve Regina duplex, (fa),
- ZWV 218 : Salve Regina,
- ZWV 219 : Salve Regina,
- ZWV 220 : Cantiones sacrae, (18) (Giovanni Palestrina ?), 2e livre de motets),
- ZWV 221 : O sing unto the Lord, (Anthem) (transcription du XIXe siècle),
- ZWV 230 : Agnus Dei, (la) (listed in inventarium),
- ZWV 231 : Aria animae poenitentis, (do) (listed in inventarium),
- ZWV 232 : Ave Regina, (la) (listed in inventarium),
- ZWV 233 : Eja triumphos pangite, (Offertorium; C), pre-1715 ?,
- ZWV 234 : Gaudia mille, (motet; ré) (listed in inventarium),
- ZWV 236 : Iste Confessore, (hymne; do) (listed in inventarium),
- ZWV 240 : Missa Sanctae Conservationis (perdu),
- ZWV 241 : Missa Theophorica a 2 Cori (listed in inventarium),
- ZWV 242 : Missa tranquilli animi,
- ZWV 243 : Quid statis. De Beata Virgine Maria (listed in inventarium),
- ZWV 244 : Tantum ergo, (do),
- ZWV 245 : Via laureata, (drame scolaire), 1704 (perdue),
- ZWV 247 : Requiem, 1724?,
- ZWV 248 : Missa in honorem B. Alberti Magni, (ré),
- ZWV 249 : Missa, (ré).

## Source de la traduction
- (en) Cet article est partiellement ou en totalité issu de l’article de Wikipédia en anglais intitulé « List of compositions by Jan Dismas Zelenka » (voir la liste des auteurs).